# Torreta del Montsiá
La Torreta del Montsià una montaña de 763 metros  metros situada en la Sierra del Montsià, de la que es el punto más elevado. La cima está incluida en la lista de las 100 cimas de la FEEC.  Sus aguas son recogidas por los barrancos del Codonyol y del Llop por la vertiente marítima y de Marcel·lina por la vertiente interior.
Administrativamente, la Torreta del Montsiá divide los municipios de Alcanar y Ulldecona, ambos pertenecientes a la comarca tarraconense del Montsià

## Cima
La cima ha sido descrita como un "terreno de erial y de rocas".  En ella se encuentra el vértice geodésico número 54716, construido en 1978, de nombre "Montsiá", así como unas antiguas antenas abandonadas.